# Elecciones provinciales de Misiones de 2011
El domingo 26 de junio de 2011 se realizaron elecciones generales en la Provincia de Misiones para elegir un gobernador y un vicegobernador, 20 diputados provinciales, 7 diputados provinciales supletes y 75 intendentes. El resultado estableció que Maurice Closs fuera reelegido gobernador de la provincia con un 75,07% de los votos.

## Resultados

### Gobernador y vicegobernador
| Fórmula                    | Fórmula                      | Partido/Alianza       | Partido/Alianza                       | Votos   | %     |
| Gobernador                 | Vicegobernador               | Partido/Alianza       | Partido/Alianza                       | Votos   | %     |
| -------------------------- | ---------------------------- | --------------------- | ------------------------------------- | ------- | ----- |
| Maurice Closs              | Hugo Passalacqua             |                       | Frente Renovador de la Concordia      | 372.490 | 75,07 |
| Claudio Adolfo Wipplinger  | Jerónimo Raúl Roberto Lagier |                       | Partido Trabajo y Progreso            | 30.938  | 6,24  |
| Luis Mario Pastori         | Rodrigo Rodrigo de Paula     |                       | Unión Cívica Radical                  | 30.816  | 6,21  |
| Ricardo Biazzi             | Héctor Orlando Bárbaro       |                       | Partido Agrario y Social              | 18.122  | 3,65  |
| Luis Alberto Viana         | Germán Pablo Sáez            |                       | Frente para la Victoria               | 15.804  | 3,19  |
| Ricardo Abel Andruszyszyn  | Orlando Daniel Briñoccoli    |                       | Frente de la Esperanza                | 11.749  | 2,37  |
| Héctor Luis Rodolfo Dalmau | Wilma Gladys Andino          |                       | Frente Progreso Laborista             | 8.178   | 1,65  |
| Mariano Díaz               | Beatriz Teresa Curtino       |                       | Partido Socialista                    | 4.914   | 0,99  |
| Rodolfo Roque Fessler      | Fabián Arturo Ramallo Cambas |                       | Unión del Centro Democrático          | 1.600   | 0,32  |
| Roberto Orlando Benítez    | Miguel Ángel del Valle       |                       | Movimiento Social para una Mejor Vida | 1.549   | 0,31  |
| Votos positivos            | Votos positivos              | Votos positivos       | Votos positivos                       | 496.160 | 91,27 |
| Votos en blanco            | Votos en blanco              | Votos en blanco       | Votos en blanco                       | 43.185  | 7,94  |
| Votos nulos                | Votos nulos                  | Votos nulos           | Votos nulos                           | 2.458   | 0,45  |
| Votos impugnados           | Votos impugnados             | Votos impugnados      | Votos impugnados                      | 1.794   | 0,33  |
| Participación              | Participación                | Participación         | Participación                         | 543.597 | 75,63 |
| Electores registrados      | Electores registrados        | Electores registrados | Electores registrados                 | 718.839 | 100   |
| Fuente:                    |                              |                       |                                       |         |       |

### Cámara de Representantes
| ← 2009 · Cámara de Representantes · 2013 → | ← 2009 · Cámara de Representantes · 2013 → | ← 2009 · Cámara de Representantes · 2013 → | ← 2009 · Cámara de Representantes · 2013 → | ← 2009 · Cámara de Representantes · 2013 → | ← 2009 · Cámara de Representantes · 2013 → |
| Partido                                    | Partido                                    | Votos                                      | %                                          | Bancas                                     | Candidatos |
| ------------------------------------------ | ------------------------------------------ | ------------------------------------------ | ------------------------------------------ | ------------------------------------------ | --- |
|                                            | Frente Renovador de la Concordia           | 366.871                                    | 75,69                                      | 18/20                                      | Ver candidatos: 1. Carlos Rovira 2. Sonia María del Carmen Mello 3. Nelson Jorge Hartwig 4. José Lorenzo Dieminger 5. María Dilma Salas 6. Waldemar Wolenberg 7. Raúl Revinski 8. Carla Fabiola Pretto 9. Valentín Fonseca 10. Juan Carlos Agulla 11. Horacio Alberto Mielniczuk 12. Lilia Marien Marchesini 13. Marcelo Alejandro Rodríguez 14. Hugo Luciano Rojas 15. Marta Isabel Ferreira 16. Lidia Angélica Batista 17. Lucía Ana Gryceniuk 18. Fernando Aníbal Meza 19. Paula Mariana Vega 20. Dante Wolfgang Pigerl                                |
|                                            | Unión Cívica Radical                       | 30.511                                     | 6,29                                       | 1/20                                       | Ver candidatos: 1. Walter Eduardo Molina 2. Lilia Noemí Torres 3. Oscar Román Gamarra 4. Dionicio López 5. Rosana Miriam Golemba 6. Elsa Ester Martínez 7. Ricardo Heriberto Jaquet 8. Jorge Antúnez 9. Germán Rubén Wagner 10. Dante Enrique de Jesús Boni 11. Mirta Graciela Parodi 12. Claudia Mabel Marelli 13. Rita Tanovich 14. Sabino Omar Sotelo 15. Walter Raúl Nobs 16. Myriam Graciela Flores 17. Alejandrina Eulalia Martínez 18. Aníbal Luis Nerenberg 19. Zulema Gregoria Romero 20. Ricardo Gilberto Acevedo                               |
|                                            | Partido Trabajo y Progreso                 | 27.491                                     | 5,67                                       | 1/20                                       | Ver candidatos: 1. Víctor Jorge Kreimer 2. Andrés Avelino Duarte 3. Delia Mabel Maruñak 4. Ricardo Guadalupe Correa 5. Julio Ramón Pintos 6. Silvia Araceli Rojas 7. Gabriel Conrado Nielsen 8. Marcela Rosana Kucharski 9. Claudio Raúl Duarte 10. Fernando Gabriel Oliveira 11. Natacha Paola Kambo 12. Diego Ramón Vallejos 13. Ricardo Néstor Zacarías 14. Juan Carlos Acosta 15. Marta Roxana Maciel 16. Edvino Wegner 17. Silvia Vanesa Melgarejo 18. Julián Rubén Neris 19. Liliana Escobar 20. Pedro Sebastián Ayala                              |
|                                            | Partido Agrario y Social                   | 16.809                                     | 3,47                                       | 0/20                                       | Ver candidatos: 1. Pablo Isaac Lenguaza 2. Mario Ángel D. Arpino 3. María Julia Giménez 4. Germán Alejandro Choves Armendáriz 5. Dilceo Braun 6. Clara Inés Figueroa 7. Moisés Abitbol 8. Carlos Goring 9. Bárbara Elisa Román 10. Nelson Glanzel 11. Marcos Matzenbacher 12. Mariela Alejandra Enríquez 13. Ulises Oscar Pioli 14. Enrique Emilio Podolec 15. Nilda Inés García 16. Miguel Claudio Vangeli 17. Diego Leonardo Somoza 18. María Victoria Aguilera 19. Juan Ramilio Álvez 20. Paola Rosio da Silva Souza                                   |
|                                            | Frente para la Victoria                    | 14.995                                     | 3,09                                       | 0/20                                       | Ver candidatos: 1. Raúl Aníbal Fortte 2. Juan Carlos Olivera 3. Silvana Noemí Martínez 4. Juan Carlos Pagnini 5. Eligio Norberto López 6. Mirtha Elda Jabornicky 7. Humberto Armando Dlugokinski 8. Luciano Popow 9. Nilda Zulema Ferreyra 10. Antonio Guillermo Sosa 11. Juan Carlos Florentín 12. María Elena Silvero 13. Gonzalo Javier Costa de Arguibel 14. Mariano Lucio Irazábal 15. María Elena Dalmau 16. Marcela Yanina Velázquez 17. Nélida Elba Duarte 18. Liliana de la Cruz Paredes 19. Guillermo Ceferino Morínigo 20. Paola Soledad Gómez |
|                                            | Frente de la Esperanza                     | 12.091                                     | 2,49                                       | 0/20                                       | Ver candidatos: 1. Juan Rubén Congost 2. Andrea Soledad Ríos 3. Ramón Roberto González 4. Florencia Cristina Vely 5. Marcos Raimundo Spman 6. Susana Beatriz Cabrera Bogado 7. Luis Orlando Kornuta 8. Rubén Oscar López 9. Ema Mabel Zimmerli 10. Juan Epifanio Barrios 11. Rosa Cristina Kummritz 12. Luis Francisco Nunez 13. Ramón Eduardo Pérez 14. Dante Nelson Bouix 15. Elsa Lucía Días 16. Mirian Gladys Martínez 17. Fernando Rafael Guerrero 18. Victoria Ledesma 19. Paola Yesika Serrano 20. Guillermo Edgardo Micolis                       |
|                                            | Frente Progreso Laborista                  | 7.713                                      | 1,59                                       | 0/20                                       | Ver candidatos: 1. Benigno Héctor Gómez 2. Hilda Isabel Saucedo 3. Luis Ramón Acosta 4. Gustavo Armando Maidana 5. Gladys Aurora Bernal 6. Adelina Ramona González 7. Gastón Casares 8. Oscar Bernabé Altamirano 9. Claudia Beatriz Contavalle 10. Juan Alberto Figueredo 11. Raúl José Pérez 12. Liliana Elizabeth Vega 13. Alicia Susana Dalmau 14. Judith Victoria Meza 15. Rogelio Fabián Rech 16. Blanca Angélica Recalde 17. Alfredo Lorenzo 18. Jorge Luis Recalde 19. Berta Antonia Álvez 20. Jorge Andrés Iriarte                                |
|                                            | Partido Socialista                         | 4.838                                      | 1,00                                       | 0/20                                       | Ver candidatos: 1. Adriana Elisa Quiroz 2. Luis Alberto Andrusyszyn 3. Juan Carlos Gallero 4. Libertad Lafuente 5. Graciela Inés Brítez 6. Carlos Daniel Resio 7. Marilin Leticia Aliendre 8. Adriana Isabel Zanichelli 9. Enrique Rubén Albornoz 10. Justo Nicolás Maradona 11. Mariana Mampaey 12. César Domingo Millán 13. Faustino Andrés Fleitas 14. Miriam Mabel Marchioli 15. Silvio Orlando Boattini 16. Julio Alberto Danoviz 17. Adelina Línea Hasselstrom 18. Mario Alberto Giuliani 19. Edith Azucena Moroni 20. Gregorio Ezquivel            |
|                                            | Movimiento Social para una Mejor Vida      | 1.794                                      | 0,37                                       | 0/20                                       | Ver candidatos: 1. Roberto Olando Benítez 2. Lidia Domínguez 3. Francisco Esteban Duarte 4. María Angélica Villar 5. Félix Álvez de Olivera 6. Leonardo Fabio Calabro 7. Hilda Graciela López 8. Gabriel Rafael Montiel 9. Juan Carlos Galarza 10. Manuela Noemí Yza 11. Luis Alberto Galeano 12. Victorio Estanislao Sacovichi 13. Claudia Itatí Rodríguez 14. Miguel Ángel Silva 15. Orlando Erni Junis 16. Lurdes Hartmann 17. Juan Ramón Fariña 18. Máximo Bello 19. Aurora Isabel Ojeda 20. Silvestre Rogerio                                        |
|                                            | Unión del Centro Democrático               | 1.610                                      | 0,33                                       | 0/20                                       | Ver candidatos: 1. Agustina María de Llano y Cortejarena 2. Gustavo Adolfo Candia 3. José Luis Alberto Acosta 4. Ana María Malvido 5. Joaquín Marcelo Theisen 6. Omar Alberto Ramón Bairich 7. Nélida Ester Grabovieski 8. César Alberto Beningazza 9. Andrés Bruno Kuhn 10. Gregorio Alejandro Vitale 11. Eva Enriqueta Márquez 12. Juan Carlos Sommariva 13. Silvia Esther Briones 14. Víctor Hugo Escarban 15. Renee Soledad Torres 16. Herminia Venialgo Delvalle 17. Vicente Acosta 18. Oscar Severino Ventos 19. Nair dos Reis 20. Teresa Bordin    |
| Votos positivos                            | Votos positivos                            | 484.723                                    | 89,17                                      |                                            | |
| Votos en blanco                            | Votos en blanco                            | 54.694                                     | 10,06                                      |                                            | |
| Votos nulos                                | Votos nulos                                | 2.386                                      | 0,44                                       |                                            | |
| Votos impugnados                           | Votos impugnados                           | 1.794                                      | 0,33                                       |                                            | |
| Participación                              | Participación                              | 543.597                                    | 75,63                                      |                                            | |
| Electores registrados                      | Electores registrados                      | 718.839                                    | 100                                        |                                            | |
| Fuente:                                    |                                            |                                            |                                            |                                            | |